# Каменица (Албанија)
Каменица (алб. Kamicë-Flakë или Kamica-Flaka) је насељено мјесто у Албанији, у округу Скадар, у српском селу Врака. Припада области области Велика Малесија. Насељено је са 957 становника.

## Становништво
Јован Цвијић је у свом раду забиљежио да у Каменици живе Срби православци. Данас је село још увијек насељено Србима.
У раду на терену, лингвисти Клаус Штајнке и Џелал Или утврдили су да се у селу говори српски језик, црногорског говора. Kamicë in the Shkodër area is one of a number of villages with a Slavophone population that speak a Montenegrin dialect. The village of Kamicë is almost deserted, with five or six minority Orthodox Montenegrin families left, alongside the few Albanian families.